# Sam Vanni

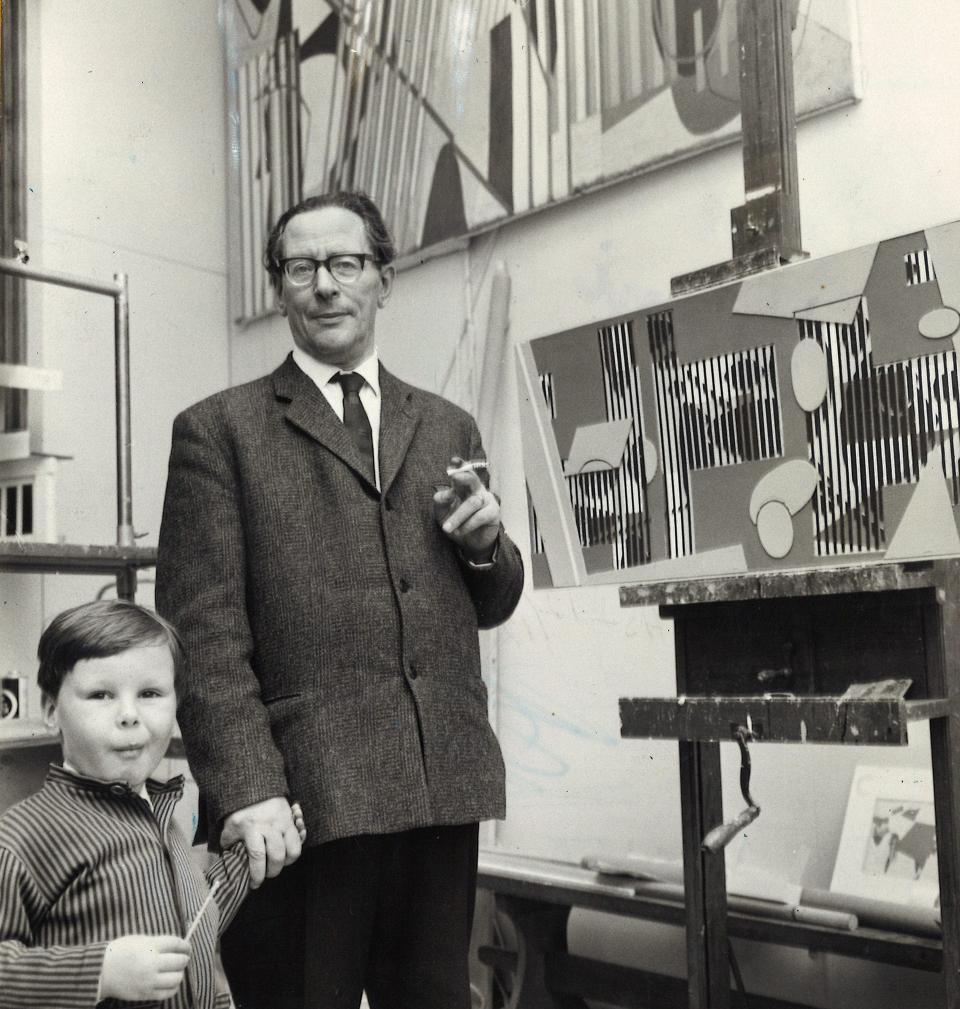
Sam Vanni in 1964 mit seinem Sohn Mikko.

Sam Vanni (bis 1941 Samuel Besprosvanni; * 6. Juli 1908 in Wiborg; † 20. Oktober 1992 in Helsinki) war ein finnischer Maler.

## Leben
Vannis Schaffen in den 1930er Jahren war von der École de Paris geprägt. Nach dem Zweiten Weltkrieg wandte er sich dem Konstruktivismus zu. Ab 1952 malte er dann gar nicht mehr darstellend. Sein Werk war beeinflusst von Kandinskys Über das Geistige in der Kunst sowie Richard Mortensen, Edgard Pillet und Victor Vasarely.
Seine Werke haben häufig einen Architekturbezug. 1959 schuf er das Fresko Contrapunktus an der Arbeiterhochschule Helsinki.
Sam Vanni war auch als Lehrer tätig und beeinflusste eine Vielzahl finnischer Maler. Die schwedischfinnische Schriftstellerin, Illustratorin und Grafikerin Tove Jansson, die Schöpferin der Muminfiguren, war zeitweise seine Schülerin und Lebensgefährtin.
Er gründete  1956 mit Yngve Bäck, Gösta Diehl, Ragnar Ekelund, Torger Enckell, Unto Pusa und Sigrid Schauman in Helsinki die Künstlergruppe Prisma, die mit ihren kunsttheoretischen Veröffentlichungen und ihrer Lehrtätigkeit die neue Künstlergeneration prägte.
1965 wurde er mit dem finnischen Ehrentitel Akademiker.

## Werke (Auswahl)
- Contrapunktus, Fresko, 1959